# Saint-Gengoulph
Saint-Gengoulph és un municipi francès situat al departament de l'Aisne i a la regió dels Alts de França. L'any 2007 tenia 146 habitants.

## Demografia

### Població
El 2007 la població de fet de Saint-Gengoulph era de 146 persones. Hi havia 48 famílies de les quals 8 eren unipersonals (8 homes vivint sols), 12 parelles sense fills i 28 parelles amb fills.
La població ha evolucionat segons el següent gràfic:
Habitants censats

### Habitatges
El 2007 hi havia 63 habitatges, 48 eren l'habitatge principal de la família i 15 eren segones residències. Tots els 63 habitatges eren cases. Dels 48 habitatges principals, 40 estaven ocupats pels seus propietaris, 6 estaven llogats i ocupats pels llogaters i 2 estaven cedits a títol gratuït; 1 tenia dues cambres, 3 en tenien tres, 11 en tenien quatre i 33 en tenien cinc o més. 33 habitatges disposaven pel capbaix d'una plaça de pàrquing. A 19 habitatges hi havia un automòbil i a 28 n'hi havia dos o més.

### Piràmide de població
La piràmide de població per edats i sexe el 2009 era:
| Homes | Edats   | Dones |
| ----- | ------- | ----- |
| 0     | 95 o +  | 0     |
| 0     | 90 a 94 | 0     |
| 0     | 85 a 89 | 0     |
| 0     | 80 a 84 | 0     |
| 0     | 75 a 79 | 0     |
| 0     | 70 a 74 | 0     |
| 0     | 65 a 69 | 8     |
| 8     | 60 a 64 | 0     |
| 4     | 55 a 59 | 0     |
| 8     | 50 a 54 | 4     |
| 4     | 45 a 49 | 0     |
| 8     | 40 a 44 | 8     |
| 8     | 35 a 39 | 12    |
| 4     | 30 a 34 | 12    |
| 0     | 25 a 29 | 0     |
| 4     | 20 a 24 | 4     |
| 4     | 15 a 19 | 8     |
| 28    | 10 a 14 | 0     |
| 0     | 5 a 9   | 8     |
| 4     | 0 a 4   | 12    |

## Economia
El 2007 la població en edat de treballar era de 95 persones, 74 eren actives i 21 eren inactives. De les 74 persones actives 65 estaven ocupades (39 homes i 26 dones) i 9 estaven aturades (3 homes i 6 dones). De les 21 persones inactives 6 estaven jubilades, 8 estaven estudiant i 7 estaven classificades com a «altres inactius».
Activitats econòmiques
Dels 3 establiments que hi havia el 2007, 1 era d'una empresa de construcció, 1 d'una empresa de comerç i reparació d'automòbils i 1 d'una empresa classificada com a «altres activitats de serveis».
L'únic servei als particulars que hi havia el 2009 era una perruqueria.
L'any 2000 a Saint-Gengoulph hi havia 4 explotacions agrícoles que ocupaven un total de 536 hectàrees.

## Poblacions més properes
El següent diagrama mostra les poblacions més properes.